# 支那乡
支那乡是中华人民共和国云南省德宏傣族景颇族自治州盈江县下辖的一个乡镇级行政单位。

## 名称
支那为傣语，“支”意为“城镇”，“那”意为“田”，“支那”即“田坝中的城镇”之意。
2024年1月，中共盈江县委通过决议，申报支那乡更名为姐那乡。

## 行政区划
支那乡下辖以下地区：
支那村、崩董村、芦山村、支东村和石分村。